# Ophion magniceps
Ophion magniceps là một loài tò vò trong họ Ichneumonidae.